# 中国产学研合作促进会
中国产学研合作促进会是中华人民共和国国家发展和改革委员会、教育部、科学技术部、工业和信息化部、环保部、国务院国有资产监督管理委员会、国家知识产权局、中国科学技术协会、中国科学院、中国工程院、中华全国总工会、国家自然科学基金委、国家开发银行等部门和高校、科研院所、央企、国企、民企组成的社会团体，2007年11月成立。